# Welden (Fuchstal)

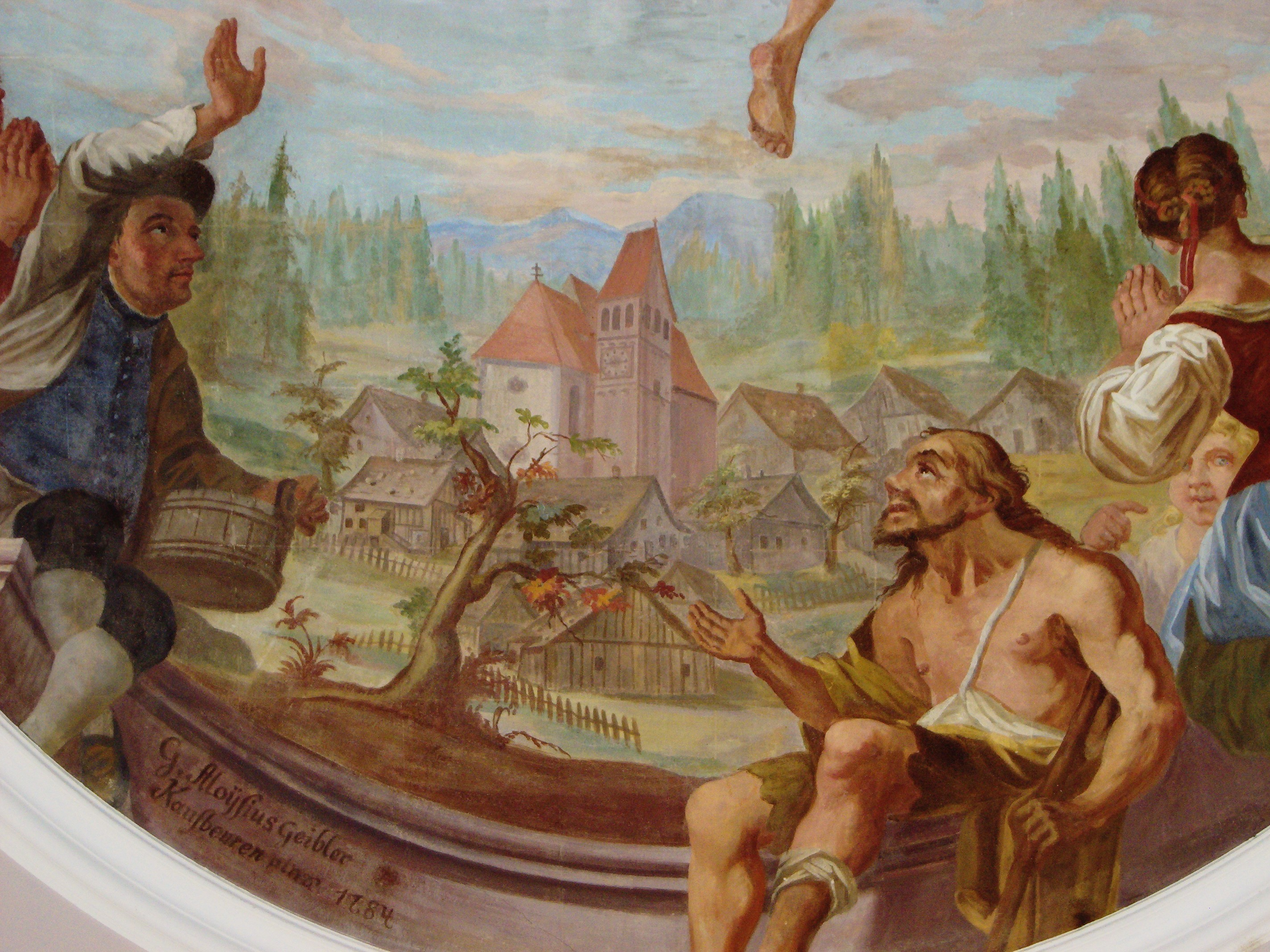
Historische Ortsansicht von 1784 im Deckenfresko der Pfarrkirche St. Stephan

Welden ist ein Gemeindeteil der Gemeinde Fuchstal im oberbayerischen Landkreis Landsberg am Lech.

## Geografische Lage
Das Kirchdorf Welden liegt etwa drei Kilometer südwestlich des Fuchstaler Ortsteils Leeder am Hang eines kleinen Tales nahe der Grenze zum Landkreis Ostallgäu. Welden ist geprägt durch vier größere und eine Reihe kleinerer, künstlich angelegter Fischweiher (von Süden nach Norden: Hofweiher, Kreuzweiher, Neuweiher und Mühlweiher) in unmittelbarer Nähe des Dorfes.

## Geschichte
Welden ist als Rodungssiedlung entstanden. Urkundlich verbürgt sind „Egilolf und Adalbero de Weldin“, die 1147–1170 im Gefolge der Grafen von Ronsberg waren. Später gehörte Welden zum Füssener Kloster St. Mang, ab 1476 nach St. Ulrich und Afra in Augsburg. 1503 überfiel Riedheim von Waal wegen eines Streits um das Fischrecht in den Weihern die Mühle und zerschlug die Mühlsteine. Danach ging Welden durch Erbschaft und Zukauf an die Augsburger Patrizierfamilie Welser, ehe es 1595 in den Besitz der Fugger überging.
Welden war früher ein Pfarrdorf, die Pfarrkirche St. Stephan hatte also einen eigenen Pfarrer, die mageren Erträge der Pfarrei ließen jedoch die Pfarre im Jahr 1605 wieder an die Pfarrei Leeder fallen. Die Kirche St. Stephan ist einziges Baudenkmal des Dorfes.

## Bodendenkmäler
Siehe: Liste der Bodendenkmäler in Fuchstal

## Struktur
Welden ist nach wie vor bäuerlich und vor allem durch Fischzuchtbetriebe geprägt. Zwei an bzw. nahe der Weiher gelegene Gasthäuser, Bademöglichkeiten an den Weihern, ein Fischereilehrpfad und ein ausgedehntes Netz an Wanderwegen machen das kleine Dorf Welden heute vor allem am Wochenende zu einem beliebten Naherholungsgebiet, dessen Einzugsbereich von Kaufbeuren bis Augsburg reicht.